# Boker Tachtit
Koordinaten: 30° 50′ 0″ N, 34° 46′ 0″ O
Boker Tachtit (hebräisch בּוֹקֵר תַּחְתִּית Bōqer Tachtīt, deutsch ‚Unteres Boqer‘, in Sprachen ohne den Laut ch (IPA χ): auch Boqer Tahtit) ist eine archäologische Fundstätte im Wüstengebiet Zin des zentralen Negevs von Israel, rund 50 Kilometer südlich von Beʾer Scheva. Die Bezeichnung ist abgeleitet von dem nahen, oberhalb des Nachal Zin (eines Trockentals) gelegenen Kibbuz Sde Boker („Feld der Kuhhirten“). Zu den Besonderheiten dieser seit den 1970er-Jahren bekannten Fundstätte zählt, dass in ihr eine Abfolge von Siedlungsspuren erhalten geblieben ist, die die Epoche des Übergangs der Kultur des Mittelpaläolithikums zur Kultur des Jungpaläolithikums umfasst, das heißt, von der Levalloistechnik – die dem Neandertaler zugeschrieben wird – zu den Emireh-Spitzen, die dem anatomisch modernen Menschen (Homo sapiens) zugeschrieben werden. Zudem gelang es dort wiederholt, die ursprüngliche Anordnung von Abschlägen, die beim Herstellen von Steinwerkzeugen anfallen, wiederherzustellen (Refitting) und auf diese Weise den Produktionsprozess zu rekonstruieren.
In Boker Tachtit, am Osthang des Nachal Zin, wurden vier übereinanderliegende Siedlungsspuren dokumentiert, von denen die Schichten 1 bis 3 dem Mittelpaläolithikum zugehörig sind, Schicht 4 entstammt dem Jungpaläolithikum. Für das Alter der Fundstätte wurden lange Zeit „rund 50.000 Jahre“ ausgewiesen. Diese Altersbestimmung galt jedoch als ungenau, weil die auf Holzkohlenreste angewendete Radiokarbonmethode (14C-Datierung) bei Funden aus der Epoche vor 50.000 Jahren an technische Grenzen stößt. Eine möglichst geringe Streuung der Daten für Boker Tachtit erschien jedoch besonders wichtig, weil hier offenbar die frühesten Belege für die Kultur des Jungpaläolithikums in der Levante entdeckt worden waren, der lokalen Kultur des Ahmarian, eines Vorläufers der später in Europa verbreiteten Kultur des Aurignacien. Erst im Jahr 2021 wurde die Datierung anhand kombinierter 14C-Methode und Optisch stimulierter Lumineszenz präzisiert. Demnach ist die älteste Schicht – die noch der älteren lokalen Kultur des Emirian zugeschrieben wird – 50.000 bis 49.000 Jahre alt, die jüngste Schicht ist 47.300 bis 44.300 Jahre alt: Die von anatomisch modernen Menschen getragene Kultur des Ahmarian habe sich demnach vor mehr als 47.000 Jahren entwickelt, und die Funde von Boker Tachtit seien deren älteste Belege in Eurasien. Zugleich bedeute diese Datierung, dass im Gebiet von Boker Tachtit bereits anatomisch moderne Menschen lebten, als beispielsweise im Gebiet der heutigen Fundstätte Farʿah II im westlichen Negev noch Neandertaler ihre Spuren hinterlassen haben – beide Menschengruppen haben den Autoren zufolge im Negev „koexistiert und mutmaßlich interagiert“.

## Belege
1. ↑  Out of Africa and the Middle to Upper Paleolithic transition at the margins of the Levantine corridor: new perspectives from the sites of Farʿah II and Boker Tachtit. Auf: fritz-thyssen-stiftung.de, zuletzt abgerufen am 13. Juni 2021.
2. ↑  Eintrag Boker Tachtit in: Bernard Wood: Wiley-Blackwell Encyclopedia of Human Evolution. 2 Bände. Wiley-Blackwell, Chichester u. a. 2011, ISBN 978-1-4051-5510-6.
3. ↑  Late Neandertals and Early Modern Humans in Western Europe. Auf: eva.mpg.de, zuletzt abgerufen am 13. Juni 2021.
4. ↑  Mae Goder-Goldberger et al.: Heating of flint artifacts from the site of Boker Tachtit (Israel) was not detected using FTIR peak broadening. In: Journal of Archaeological Science: Reports. Band 12, 2017, S. 173–182, Volltext.
5. ↑  Elisabetta Boarettoa et al.: The absolute chronology of Boker Tachtit (Israel) and implications for the Middle to Upper Paleolithic transition in the Levant. In: PNAS. Band 118, Nr. 25, 2021, e2014657118, doi:10.1073/pnas.2014657118.